# Pauline Jacquin
Pauline Jacquin (* 7. August 1983 in Sallanches) ist eine frühere französische Biathletin.
Pauline Jacquin lebt in Méaudre und wird in Megève von Bruno Clement trainiert. Seit 1999 betreibt die Skilehrerin Biathlon, ein Jahr später rückte sie in den französischen Nationalkader auf. In Ridnaun debütierte sie 2002 bei den Juniorenweltmeisterschaften. Im Einzel wurde sie 25. Anschließend gab sie in Windischgarsten als Fünfte im Sprint ihr Debüt im Europacup. Bei den 2003er Junioreneuropameisterschaften in Forni Avoltri gewann Jacquin hinter Magda Rezlerová die Silbermedaille im Einzel und Bronze im Sprint. In der Saison 2003/04 startete Jacquin bis zu den Juniorenweltmeisterschaften in Haute-Maurienne im Europacup. Dort gewann sie im Sprint und mit der Staffel Bronzemedaillen. Kurz darauf debütierte sie bei der letzten Station der Saison im Biathlon-Weltcup am Holmenkollen in Oslo. Im Sprint wurde sie hier 58.
Von der Mitte Saison 2004/05 wurde Jacquin häufiger im Weltcup abgesetzt, pendelte jedoch auch immer wieder zum Europacup. In Antholz erreichte sie als 20. in der Verfolgung ihr bestes Ergebnis in einem Einzelrennen. Zum Saisonhöhepunkt bei den Biathlon-Weltmeisterschaften 2005 startete sie im Einzel und wurde 71. In der Saison 2005/05 konnte sie sich nicht für die Olympischen Spiele in Turin qualifizieren und startete stattdessen bei den Europameisterschaften in Langdorf. In der Verfolgung erreichte sie einen sechsten Platz, mit der Staffel einen fünften. Weil sie bei den Biathlon-Weltmeisterschaften 2007 trotz guter Leistungen nicht in die Staffel berufen wurde, beendete sie nach der Saison ihre Karriere.

## Biathlon-Weltcup-Platzierungen
Die Tabelle zeigt alle Platzierungen (je nach Austragungsjahr einschließlich Olympische Spiele und Weltmeisterschaften).
- 1.–3. Platz: Anzahl der Podiumsplatzierungen
- Top 10: Anzahl der Platzierungen unter den ersten zehn (einschließlich Podium)
- Punkteränge: Anzahl der Platzierungen innerhalb der Punkteränge (einschließlich Podium und Top 10)
- Starts: Anzahl gelaufener Rennen in der jeweiligen Disziplin

| Platzierung | Einzel | Sprint | Verfolgung | Massenstart | Staffel | Gesamt |
| ----------- | ------ | ------ | ---------- | ----------- | ------- | ------ |
| 1. Platz    |        |        |            |             |         |        |
| 2. Platz    |        |        |            |             |         |        |
| 3. Platz    |        |        |            |             |         |        |
| Top 10      |        |        |            |             | 1       | 1      |
| Punkteränge | 1      | 3      | 3          |             | 1       | 8      |
| Starts      | 6      | 17     | 10         |             | 1       | 34     |

## Weblink
- Pauline Jacquin in der Datenbank der IBU (englisch)

| Personendaten    | Personendaten           |
| ---------------- | ----------------------- |
| NAME             | Jacquin, Pauline        |
| KURZBESCHREIBUNG | französische Biathletin |
| GEBURTSDATUM     | 7. August 1983          |
| GEBURTSORT       | Sallanches, Frankreich  |